# Kloosterkerk Thesinge
De kloosterkerk van Thesinge is het overblijfsel van een groot kloostercomplex Germania in de plaats Thesinge in de Nederlandse provincie Groningen.
De kerk maakte oorspronkelijk deel uit van het klooster Germania. Dit klooster was een zogenaamd dubbelklooster: een klooster voor mannen en een klooster voor vrouwen. Het klooster werd gebouwd op het einde van de 12e eeuw door benedictijner monniken op de plek van een al langer bestaand dorp. Het klooster is gebouwd op een lage wierde en gefundeerd op palen. Omdat het veen rondom is ingeklonken en vergaan door erosie staat de kerk hoger dan de omgeving. De beschermheilige van klooster en kerk was de heilige Felicitas met haar zeven zonen. Het klooster had een aanzienlijk grondbezit van circa 1400 hectare in diverse plaatsen in Groningen. De kloosterlingen hielden zich bezig met landontginning en waterschapsbeheer. Ook deden zij uitspraken bij conflicten. Het klooster bezat een eigen schrijfatelier, waar boeken werden geschreven. Een van de nonnen die deze boeken illustreerde was Stine Dutmers. Het was een van de twee kloosters met een dergelijk atelier in de provincie Groningen. De huidige kerk behoorde bij het klooster en werd rond 1250 gesticht. De kloostergebouwen werden tussen 1584 en 1594 tijdelijk verlaten en gedeeltelijk vernield, maar daarna weer in gebruik genomen. De laatste nonnetjes stierven kort na 1627. De kloosterkerk werd in 1786 gedeeltelijk afgebroken. Het koor werd verlaagd en is het enige overblijfsel van het gehele complex.
De preekstoel dateert uit 1630. Het eenklaviers kerkorgel, gebouwd door de Veendammer orgelbouwer Roelf Meijer, is van 1873. Het heeft zeven registers en een aangehangen pedaal. De kerk heeft geen toren, maar een dakruiter. De in 1943 door de Duitsers weggehaalde klok werd in 1948 vervangen. In 1971 werd de kerk overgedragen aan de Stichting Oude Groninger Kerken.

## Zie ook

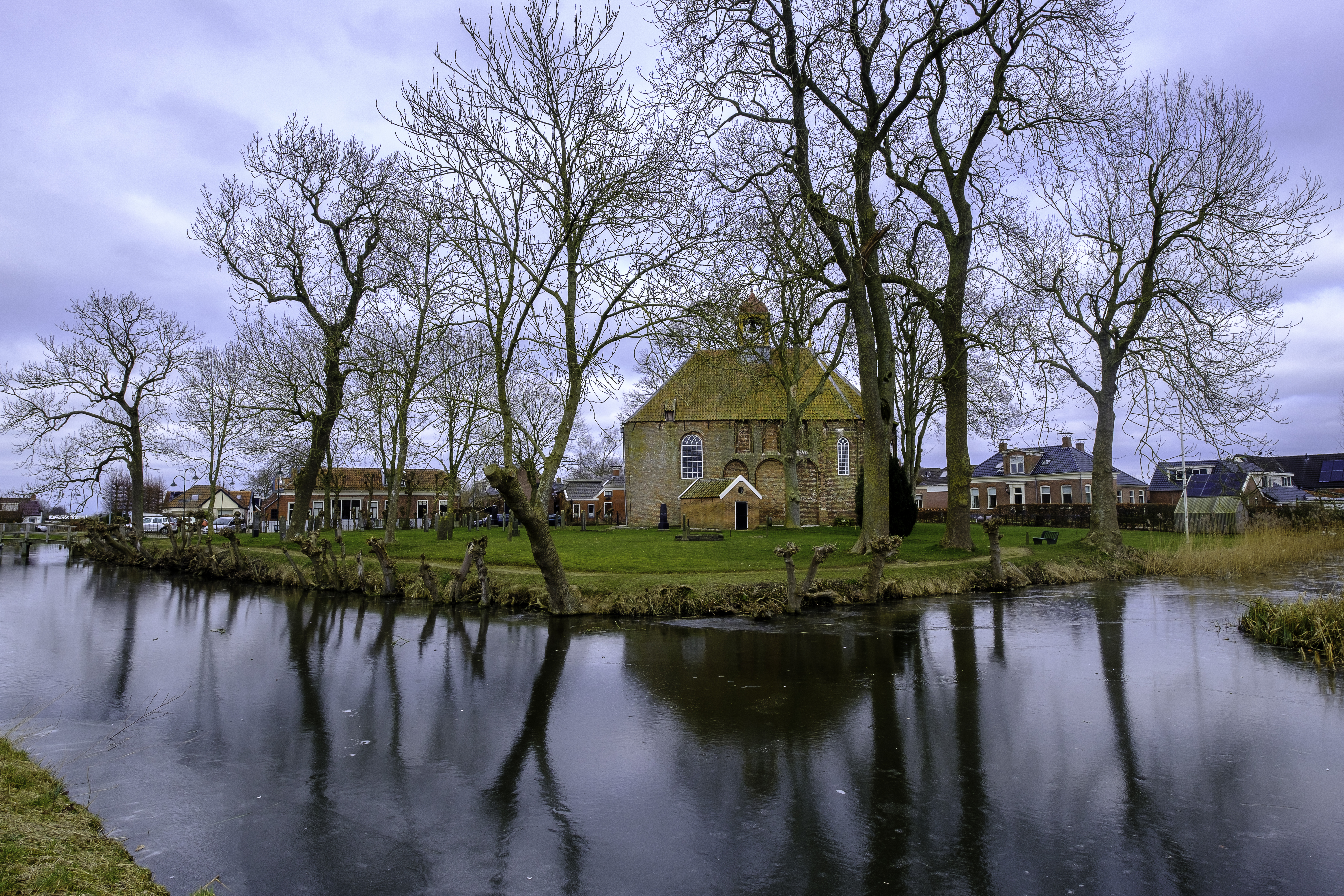
De Kloosterkerk gezien over het Geweide
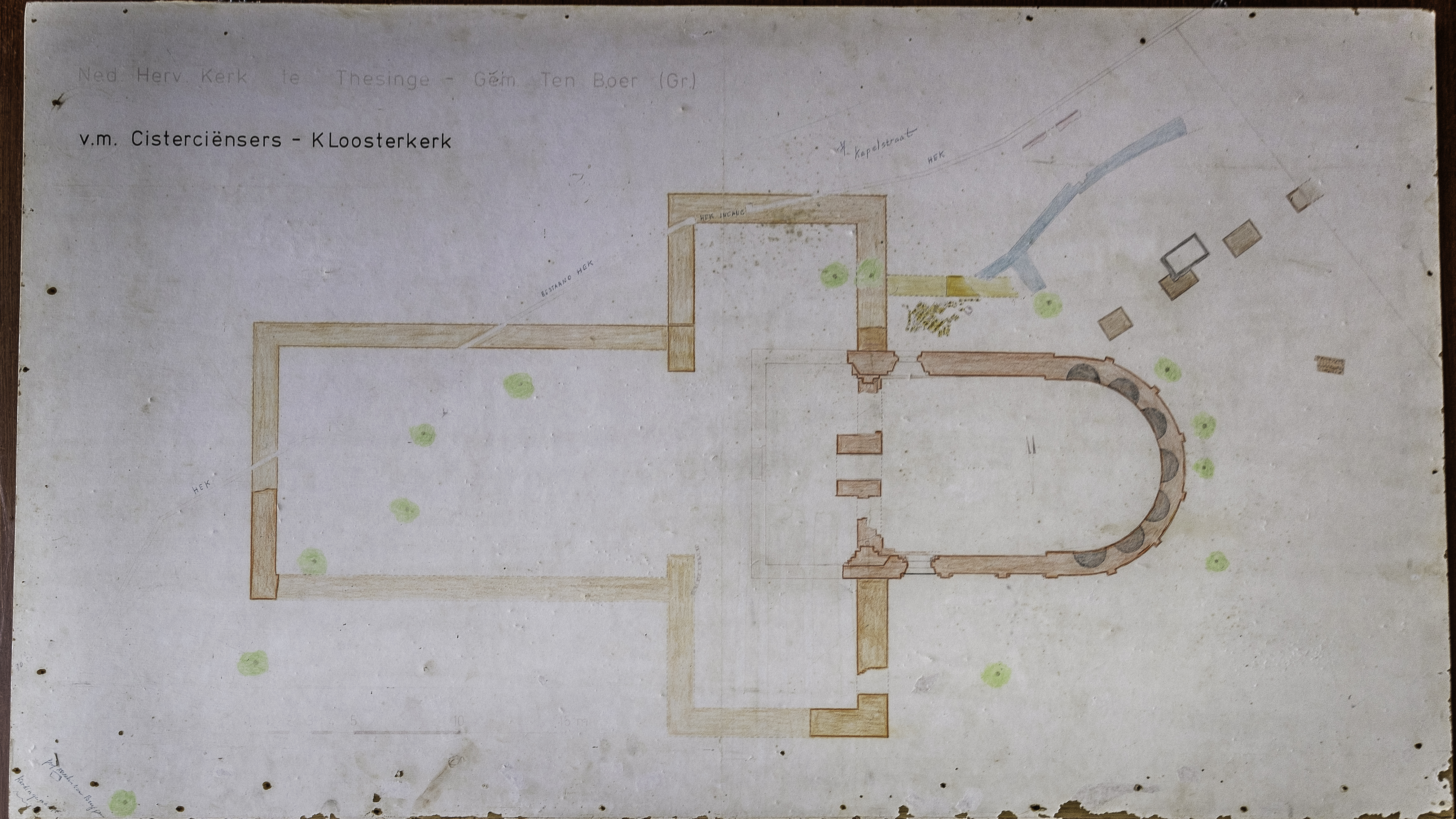
Oorspronkelijke plattegrond van de kerk
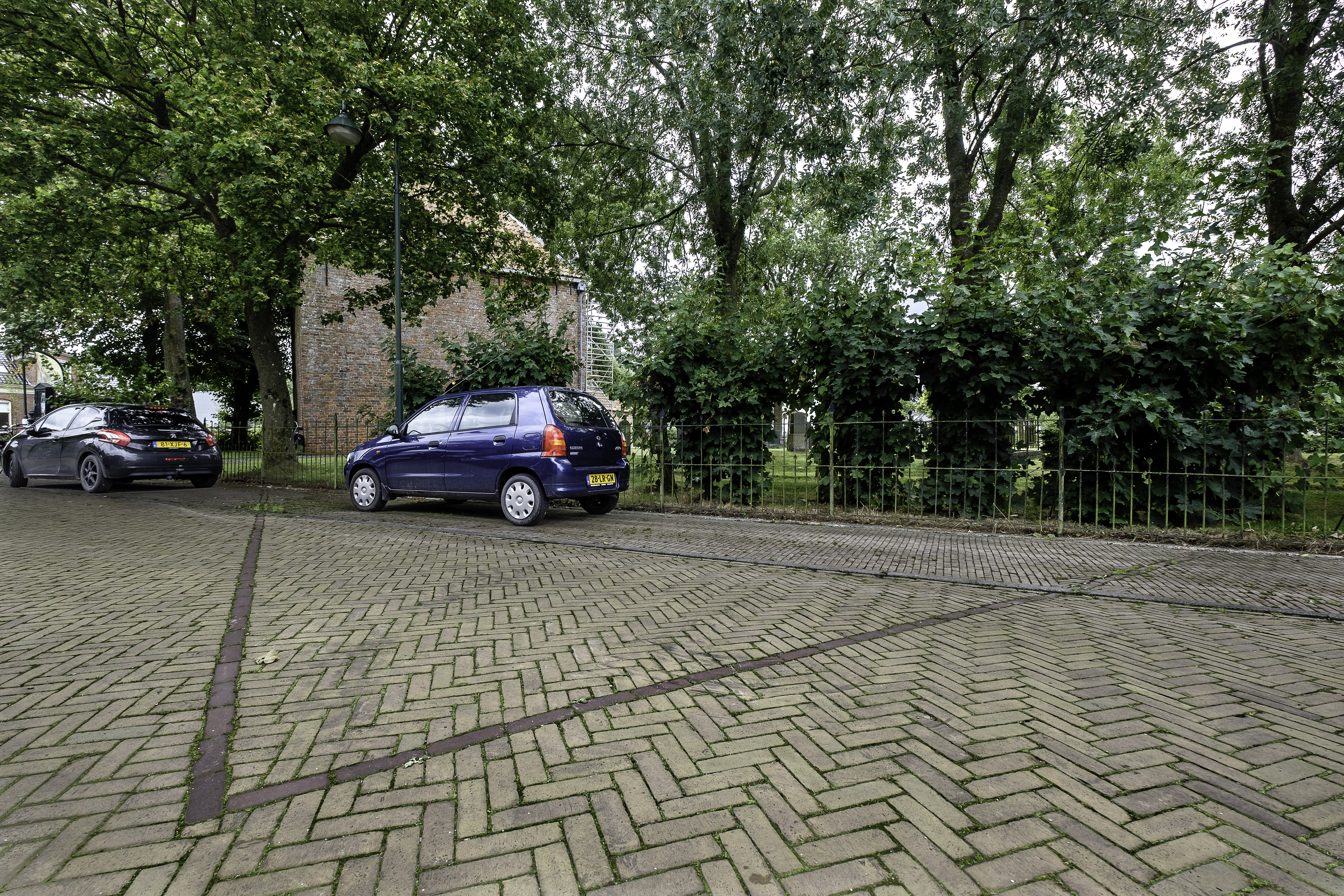
Contouren van de vroegere kloosterkerk in de weg achter de kerk
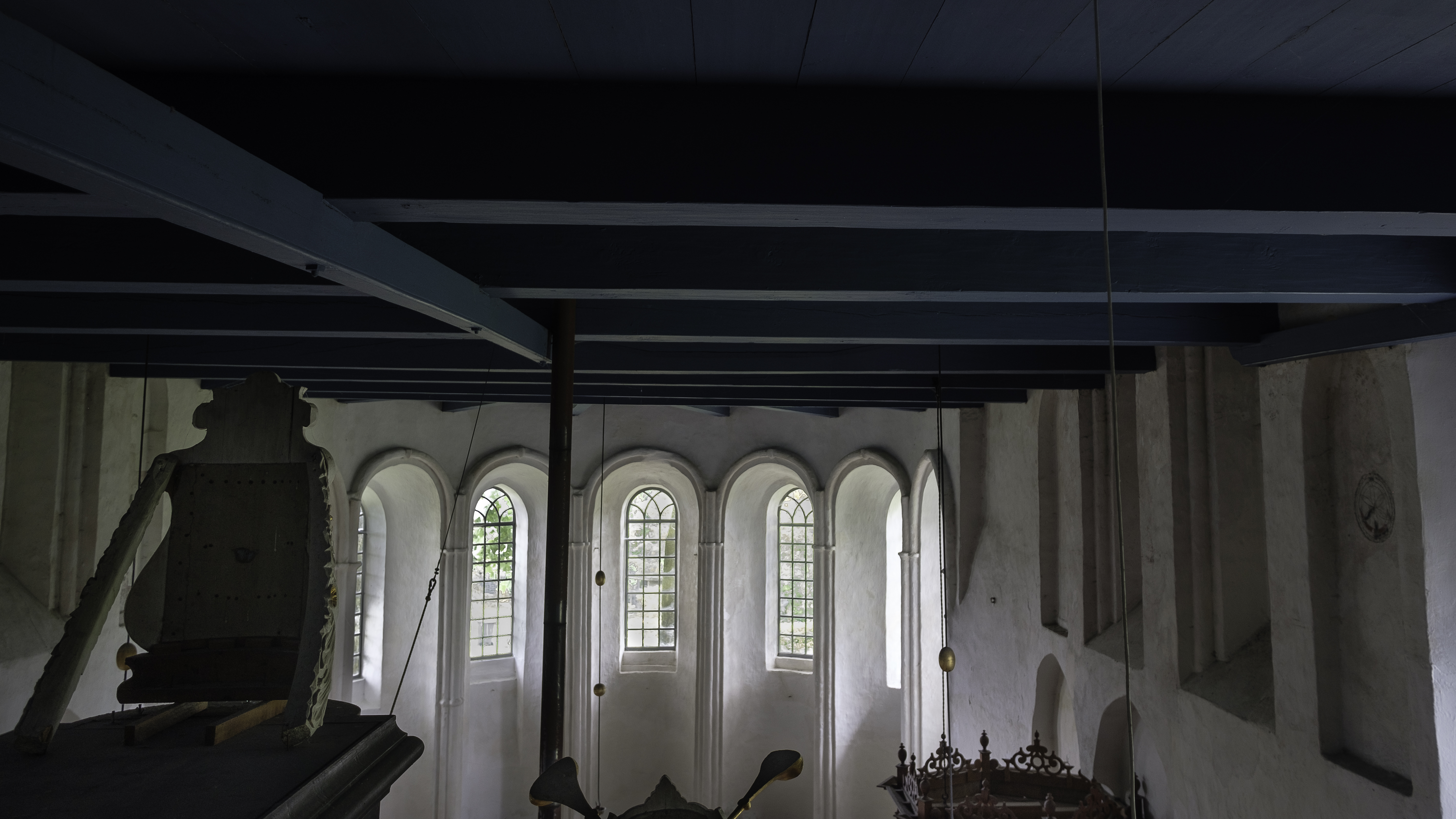
Bovenzijde van de kerk gezien vanaf de orgelgalerij
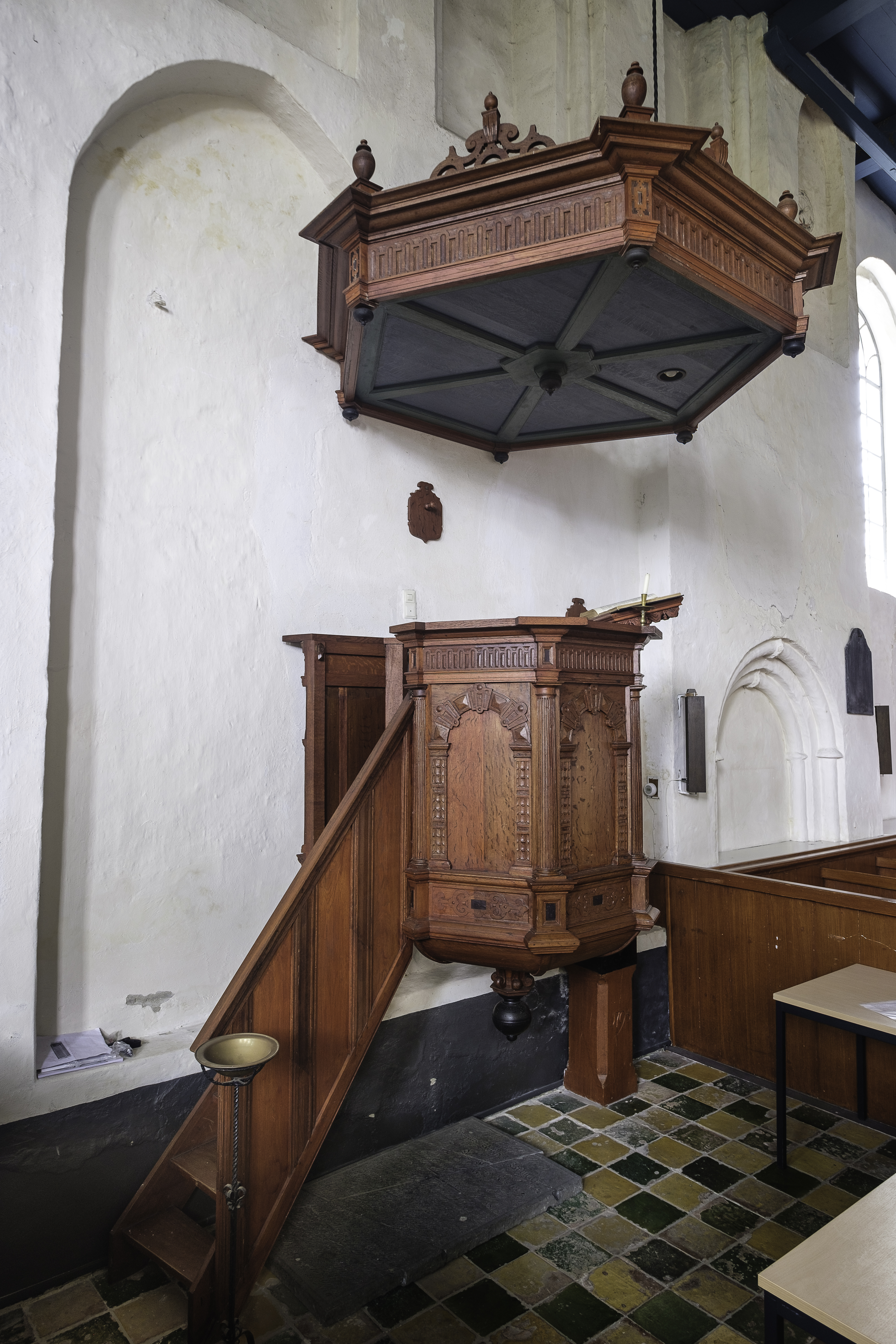
Kansel uit 1630 met een kuip met barokke boogpanelen tussen gecanneleerde zuiltjes. De lessenaar is 18e-eeuws
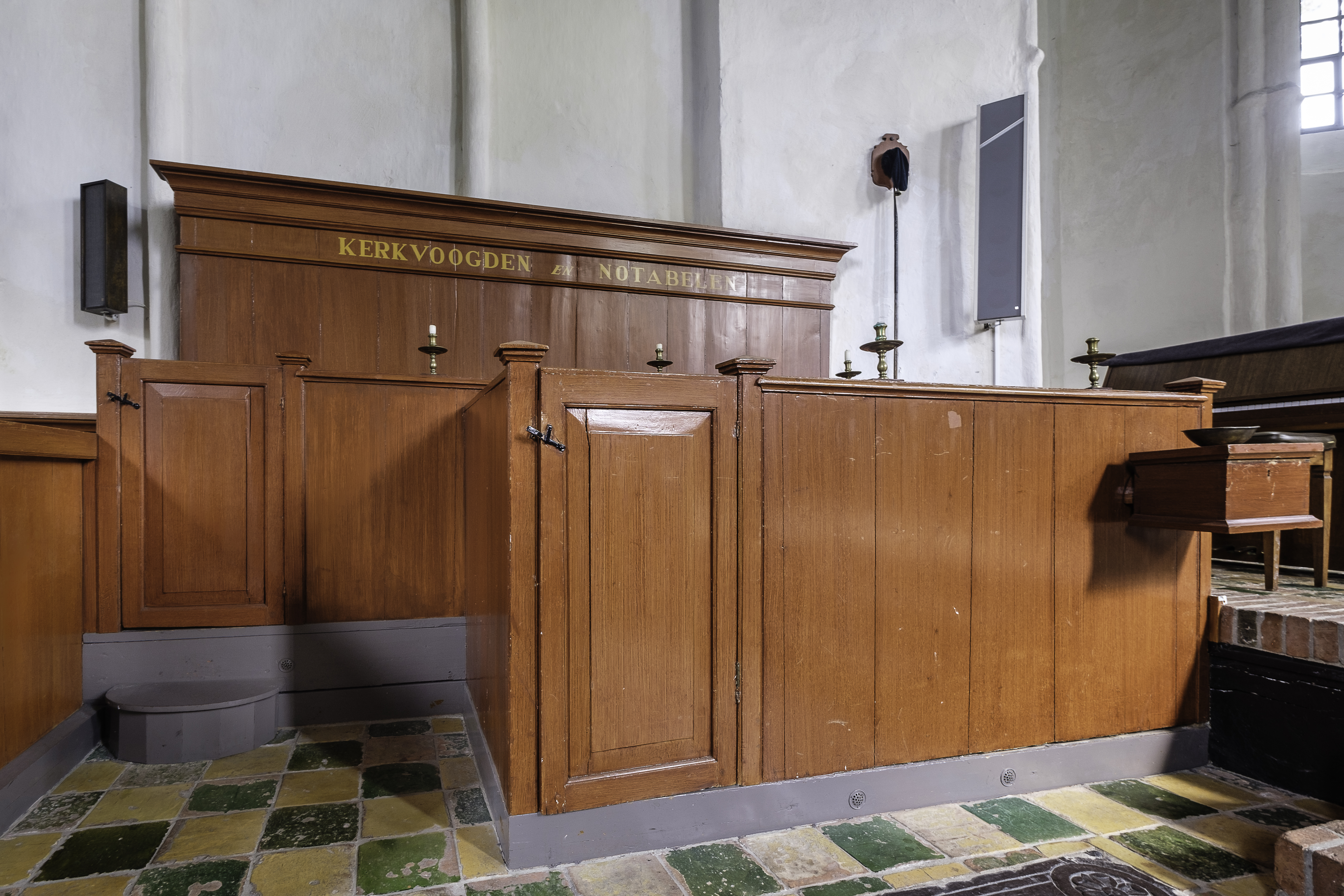
19e-eeuwse bank voor de kerkvoogden en notabelen met een offerkist ervoor
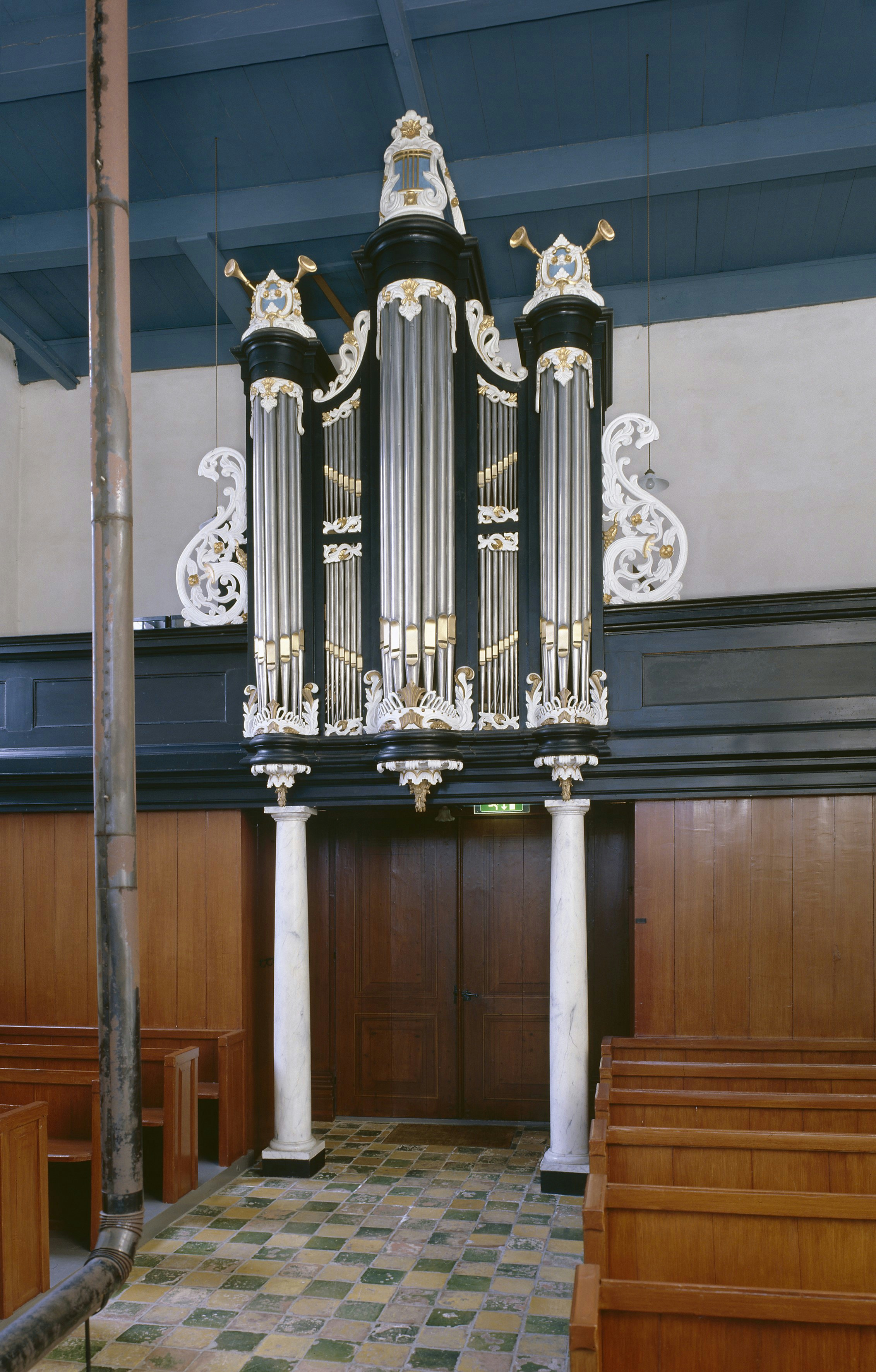
Meijer-orgel
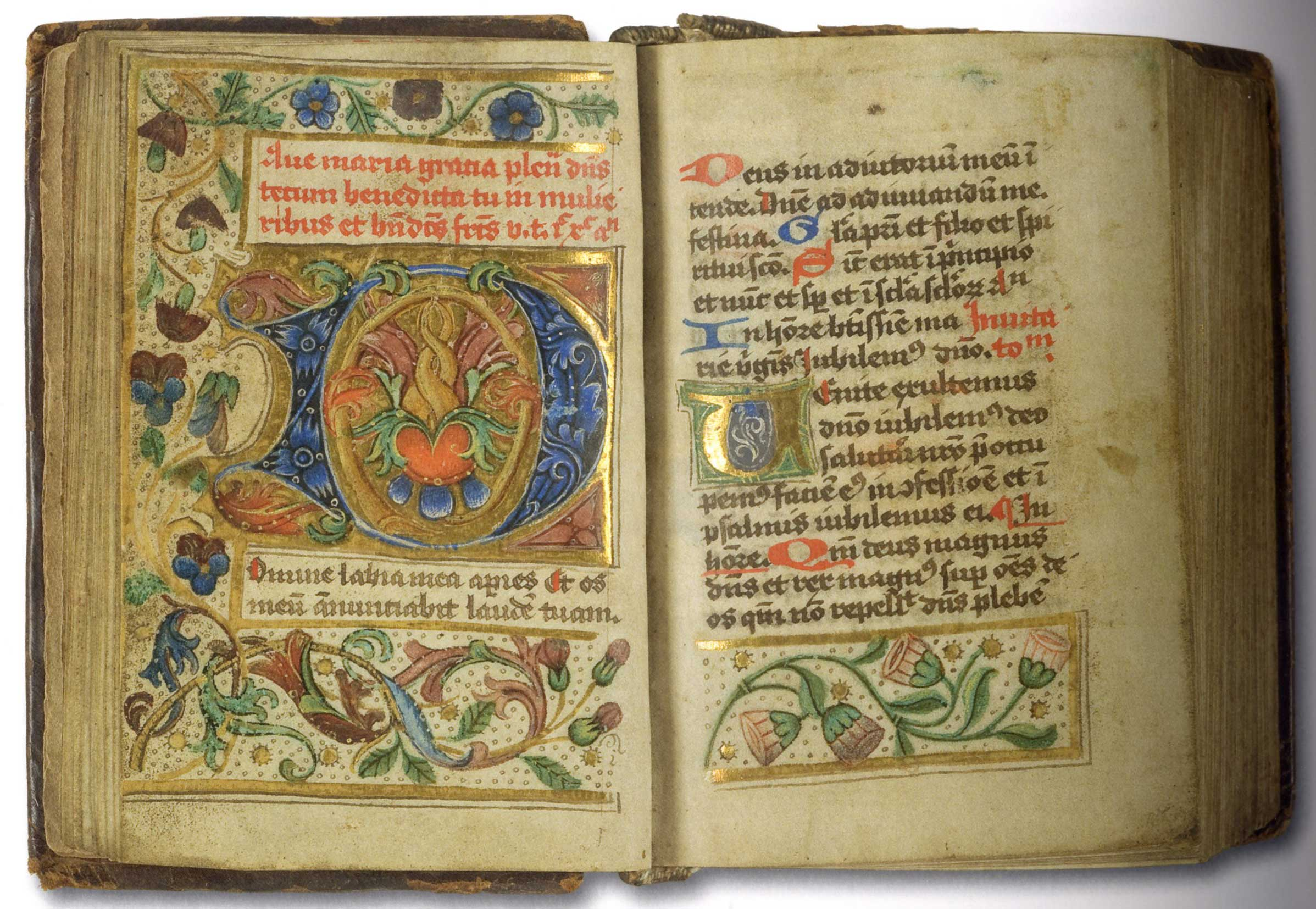
Brevarium geschreven in het Benedictinessenklooster Thesinge